# Kepler-138
Kepler-138 è una stella nana rossa situata a circa 218 anni luce dal Sistema solare, visibile nella costellazione della Lira.

## Osservazione
Come le altre componenti della costellazione della Lira, la stella fa parte del cielo boreale, di conseguenza è maggiormente visibile dall'emisfero boreale della Terra, dove nelle serate estive alle medie latitudini raggiunge lo zenit, ed è visibile già in marzo ad est prima del sorgere del Sole, e resta visibile fino ad autunno inoltrato, quando è visibile a ovest dopo il tramonto. Dall'emisfero australe appare bassa sull'orizzonte nord dalle medie latitudini australi, e nonostante sia possibile vederla anche dalle estreme regioni meridionali del Sud America, la visione è piuttosto difficoltosa ed è ristretta ad un breve periodo dell'anno, nei mesi di luglio ed agosto.
La stella non è visibile ad occhio nudo.

## Storia delle osservazioni e denominazione
Kepler-138 è stata catalogata per la prima volta nei rilevamenti astronomici 2MASS, avvenuti tra il 1997 e il 2001, ricevendo la designazione 2MASS J19213157+4317347.
Allo scopo di stimare frequenza e tipologia dei pianeti extrasolari di tipo terrestre presenti nella galassia, la NASA lanciò nel 2009 la Missione Kepler. La missione avrebbe osservato per 3 anni e mezzo le stelle presenti in una regione del cielo che comprendeva parte delle costellazioni del Cigno e della Lira. Le stelle presenti nel campo di vista della missione furono raccolte nel Kepler Input Catalog (KIC), nel quale Kepler-138 ricevette la designazione KIC 7603200. Quando di una stella veniva rilevata la riduzione di luminosità caratteristica di un possibile transito, l'astro veniva segnalato come un "oggetto Kepler interessante" (Kepler object of interest, KOI). A Kepler-138 fu assegnata l'ulteriore denominazione KOI-314. Infine, se la presenza del pianeta riceveva una conferma indipendente, alla stella sarebbe stata assegnata una denominazione definitiva nell'ambito della missione Kepler, aggiungendo un numero progressivo al nome della sonda; in questo caso, Kepler-138.
Nel marzo del 2014, furono identificati due primi pianeti in orbita attorno alla stella, KOI-314.01 e KOI-314.02, con periodi orbitali rispettivamente di 13,8 e 23,1 giorni. Quando furono confermati, furono indicati KOI-314 b e KOI-314 c, secondo l'uso di far seguire una lettera in ordine alfabetico progressivo per ordine di scoperta. Solo in seguito nello stesso anno, fu ipotizzata, e poi confermata, la scoperta del piccolo pianeta roccioso, KOI/314.03, dal periodo orbitale di 10,3 giorni. Tuttavia, la stella fu anche rinominata Kepler-138 e i pianeti furono rinominati secondo l'ordine di distanza da essa: KOI-314.03 divenne Kepler-138 b, KOI-314.01, già KOI-314 b, divenne Kepler-138 c e KOI-314.02, già KOI-314 c, divenne Kepler-138 d. Questa nomenclatura è quella adottata nei cataloghi astronomici e dalla letteratura.

## Caratteristiche
Kepler-138 è una nana rossa, con massa e dimensioni pari a circa la metà del Sole. La sua massa è stata stimata infatti in 0,535 M⊙, con un diametro pari al 53,5% di quello solare. La sua luminosità, tuttavia, è pari solo al 5,6‰ di quella solare. La temperatura della sua fotosfera, infatti, è stata valutata in 3841±49 K. Ha una metallicità più bassa di quella solare. Ne sono state date due stime, [M/H]: −0,28±0,099 da A. Claret e S. Bloeman nel 2011 e [M/H]: −0,18±0,10, da P. S. Muirhead e colleghi nel 2012.
Il suo periodo di rotazione è stato misurato in 19,394±0,013 giorni.
La stella ha un'età maggiore di un miliardo di anni e dista circa 218 anni luce dal sistema solare.

## Sistema planetario
Attorno alla stella orbitano almeno tre pianeti, scoperti col metodo del transito nel 2014, grazie ad osservazioni eseguite dalla missione Kepler della NASA. Un quarto pianeta è stato scoperto nel 2022 rilevando le variazioni del tempo di transito degli altri tre, sebbene la sua esistenza debba essere confermata.
Poiché i tre pianeti più interni del sistema risultano transienti, con variazioni nell'inclinazione rispetto alla linea di vista dalla Terra inferiori al grado, è stato possibile misurarne con precisione il periodo orbitale e il diametro relativo, nel confronto con quello della stella. È stato inoltre possibile stimare la massa dei tre pianeti utilizzando il metodo delle velocità radiali.
Il pianeta più interno, Kepler-138 b, orbita attorno alla stella in 10 giorni, ad una distanza di 0,0753 au. Con una massa pari al 7% di quella terrestre e un diametro pari al 64% di quello terrestre, è di tipo roccioso. Viene confrontato con Marte, per massa e dimensioni, ed è, al dicembre del 2022, uno dei più piccoli pianeti extrasolari conosciuti.
Il secondo pianeta, Kepler-138 c, orbita attorno alla stella in 13 giorni, ad una distanza di 0,0913 au. Ha massa e diametro pari rispettivamente a 2,3 volte e 1,5 volte quelli terrestri. Il terzo pianeta, Kepler-138 d, orbita attorno alla stella in 23 giorni, ad una distanza di 0,128 au, con una massa pari a 2,1 volte quella terrestre e un diametro pari a 1,5 volte quello terrestre. I due pianeti sono dunque molto simili per massa e dimensioni, facendo ipotizzare che abbiano anche una composizione piuttosto simile. In particolare, si ritiene che una frazione significativa della massa dei due pianeti, pari a circa il 15%, sia costituita da acqua e che possano essere di tipo oceanico. Ciò non implica necessariamente l'esistenza di un profondo oceano sulla loro superficie. Considerando infatti la vicinanza alla loro stella, la massa d'acqua potrebbe essersi raccolta in una densa atmosfera sotto forma di vapore, oppure, in alternativa, potrebbe esistere in uno stato supercritico tra un nucleo roccioso e un'atmosfera composta da idrogeno ed elio. In questo secondo caso, i due pianeti sarebbero dei nani gassosi o mininettuno. In effetti, prima della determinazione della loro massa, Kepler-138 d era stato indicato proprio come esemplificativo di questa classe di pianeti, mentre Kepler-138 c era stato indicato come una probabile super Terra.
Infine, il quarto pianeta, Kepler-138 e, se la sua esistenza sarà confermata, orbiterebbe attorno alla stella in 38 giorni, ad una distanza di 0,18 au, con una massa pari al 43% di quella terrestre. È stato ipotizzato che possa trattarsi di un ulteriore pianeta di tipo roccioso nel sistema, sebbene il suo diametro non sia noto, non essendone stati osservati dei transiti. Quest'ultimo pianeta potrebbe orbitare in prossimità del bordo interno della zona abitabile del sistema, così come vi orbiterebbe il terzo pianeta. Gli altri due, invece, risultano troppo vicini alla stella.

### Prospetto del sistema
Segue un prospetto dei componenti del sistema planetario di Kepler-138, in ordine di distanza dalla stella.
| Pianeta | Tipo                    | Massa              | Raggio  | Periodo orb. | Sem. maggiore | Eccentricità | Scoperta |
| ------- | ----------------------- | ------------------ | ------- | ------------ | ------------- | ------------ | -------- |
| b       | roccioso                | 0,07 M⊕            | 0,64 r⊕ | 10,31 giorni | 0,0753 au     | 0,02         | 2014     |
| c       | super Terra (oceanico?) | 2,3 M⊕             | 1,51 r⊕ | 13,78 giorni | 0,0913 au     | 0,017        | 2014     |
| d       | mininettuno (oceanico?) | 2,1 M⊕             | 1,51 r⊕ | 23,09 giorni | 0,128 UA      | 0,01         | 2014     |
| d       | roccioso                | 0,43+0,21 −0,10 M⊕ | —       | 38,23 giorni | 0,18 UA       | 0,112        | 2022     |